# Коренькова Валентина Олексіївна
Валентина Олексіївна Коренькова (нар. 12 листопада 1948, село Великий Мутор, тепер Касимовського району Рязанської області, Російська Федерація) — українська радянська діячка, сортувальниця Феодосійської панчішної фабрики Кримської області. Депутат Верховної Ради УРСР 9-го скликання.

## Біографія
Народилася в родині робітника.
Освіта середня. У 1966 році закінчила середню школу. Член ВЛКСМ.
З 1966 року — сортувальниця-контролер Феодосійської панчішної фабрики Кримської області. Ударник комуністичної праці.
Потім — на пенсії в місті Феодосії Автономної Республіки Крим.

## Нагороди
- ордени
- медаль «За доблесну працю. В ознаменування 100-річчя з дня народження Володимира Ілліча Леніна» (1970)
- медалі
- знак ЦК ВЛКСМ «Ударник 1974 року»